# Humberto Lucena
Humberto Coutinho de Lucena (João Pessoa, 22 de abril de 1928 — São Paulo, 13 de abril de 1998) foi um advogado e político brasileiro que representou a Paraíba no Congresso Nacional, instituição que presidiu duas vezes.

## Biografia
Filho de Severino de Albuquerque Lucena e Maria Hilda Coutinho de Lucena. Advogado formado em Direito em 1951 pela Universidade Federal de Pernambuco iniciou sua carreira política no PSD elegendo-se deputado estadual em 1950 e 1954 e deputado federal em 1958 e 1962. Devido à vitória do Regime Militar de 1964 e a outorga do bipartidarismo ingressou no MDB, foi reeleito em 1966 e após perder a eleição para senador em 1970 conquistou um novo mandato na Câmara dos Deputados em 1974.
Graças a habilidade das sublegendas conquistou o mandato de senador pela Paraíba em 1978 devido ao fato que a votação combinada dos candidatos do MDB superou a votação do ex-governador Ivan Bichara candidato único da ARENA.. Durante o mandato ingressou no PMDB e chegou a líder da bancada. Reeleito em 1986 foi eleito presidente do Senado Federal no ano seguinte e durante sua gestão aconteceu a Assembleia Nacional Constituinte que elaborou a Constituição de 1988 sendo de sua autoria a emenda que manteve o presidencialismo no Brasil, e, também, a norma constitucional que prevê anulação da nomeação do funcionário público e a punição do nomeante, se não for por concurso público. De volta ao comando do Senado Federal durante o Governo Itamar Franco foi reeleito em 1994, momento no qual teve sua candidatura cassada por abuso de poder político em ação proposta pelo Ministério Público Eleitoral porque determinou que a Imprensa do Senado Federal imprimisse 130 mil calendários de parede com sua foto e com mensagens alusivas a campanha. Apesar disto, retornou ao mandato em razão de uma Lei que anistou-lhe do ilícito cometido. Tal Lei de Anistia chegou a ser questionada pelo Conselho Federal da Ordem dos Advogados do Brasil, mas a ação fora julgada improcedente pelo Supremo Tribunal Federal [3] De volta ao exercício do cargo eletivo, faleceu no curso do mandato quando presidia a Comissão Especial de Reforma Política e Partidária.
Sua família detinha grande prestígio político no estado da Paraíba. Seu avô Sólon Barbosa de Lucena foi governador do estado em 1916 e de 1920 a 1924.
Casado com Ruth Maria Heusi de Lucena, teve 4 filhos, Lisle Heusi de Lucena, Humberto Coutinho de Lucena Junior, Iraê Heusi de Lucena e Thais Heusi de Lucena. Iraê Lucena é a sua herdeira política, que foi eleita por três vezes deputada estadual pelo PMDB da Paraíba, atualmente exercendo seu quarto mandato na vaga de suplente.
Em 1993, enquanto presidia o Senado Federal, aprovou a Emenda Constitucional Nº 3, que autoriza a famigerada "Substituição Tributária".
É tio de Cícero Lucena Filho, atual prefeito de João Pessoa que já foi senador e governador pela Paraíba, além de prefeito de João Pessoa no passado. Também é tio-avô do deputado federal pela Paraíba Mersinho Lucena, filho de Cícero Lucena.
Humberto Lucena é parente distante de Henrique Pereira de Lucena, o barão de Lucena que é tio-avô de seu avô Sólon de Lucena.

## Mandatos
- Deputado Estadual: 1951 a 1955 e 1955 a 1959.
- Deputado Federal: 1959 a 1963, 1963 a 1967, 1967 a 1971, 1975 a 1979.
- Senador da República: 1979 a 1987, 1987 a 1995 e 1998 (até sua morte).

## Homenagens recebidas
Medalha e Comenda Tamandaré; Medalha e Comenda Santos Dumont; Grande Oficial da Ordem do Congresso Nacional, no Grau de Grande Colar (1983/1984); Ordem do Rio Branco no Grau de Oficial; Ordem do Mérito Naval; Ordem da Inconfidência; Medalha do Pacificador; Ordem do Mérito Judiciário do Trabalho, no Grau de Grande Oficial; Ordem do Mérito Legislativo - Assembléia Legislativa de Minas Gerais; Cidadão Benemérito e Honorário da Cidade de Santos/SP; Grã-Cruz da Ordem Rio Branco; Grã-Cruz da Ordem do Mérito Educativo; Ordem do Mérito do Tocantins; Medalha da Ordem do Mérito Militar; Ordem do Mérito do Trabalho; Ordem do Mérito Judiciário Militar, no Grau de Grã-Cruz; Ordem do Mérito de Portugal, no Grau de Grã-Cruz.
Citado na música Luís Inácio (300 Picaretas) da banda Os Paralamas do Sucesso.